# Stiftung steps for children
Die Stiftung steps for children Deutschland ist eine gemeinnützige Stiftung, die 2005 von dem Unternehmer Michael Hoppe in Hamburg gegründet wurde. Sie fördert derzeit täglich rund 2000 hilfsbedürftige Kinder und Jugendliche, besonders AIDS-Waisen und von HIV/Aids-betroffene Familien in Namibia und Simbabwe. Die Stiftung gründet, betreibt und finanziert Krippen, Kindergärten, Vorschulen, Schüler-Nachmittagsbetreuung und andere soziale Einrichtungen, um benachteiligten Kindern eine Bildungschance zu bieten.
Parallel werden kleine Unternehmen gegründet und Mitarbeiter ausgebildet. In einer Tischlerei sowie in Gästehäusern, Computerschulen und anderen Kleinunternehmen werden so bezahlte Arbeitsplätze geschaffen. Die dort anfallenden Gewinne fließen zu 100 % in die Kinderhilfsprojekte.
Die Stiftung feierte im Jahr 2016 ihr 10-jähriges Jubiläum.

## Organisation
Die Stiftung steps for children ist eine rechtsfähige, gemeinnützige Stiftung in Hamburg.
Vorsitzender des Vorstands ist der Stiftungsgründer Michael Hoppe, langjähriges Mitglied des Vorstands ist Stefan Wolfschütz, seit 2016 auch die Rechtsanwältin Frauke Rawert. In Hamburg arbeiten zwei Festangestellte, zwei freie Mitarbeiter sowie ein Dutzend Ehrenamtliche.
In Namibia hat Michael Hoppe den namibischen Trust steps for children, gegründet, damit die namibischen Mitarbeiter einen namibischen Arbeitgeber haben und die Grundstücke einer namibischen Organisation gehören. Michael Hoppe ebenso wie Stefan Wolfschütz sind neben Festus Tjikua und Henk Olwage im Vorstand dieses Trusts. Der Trust beschäftigt zwei nationale Koordinatoren (in Teilzeit), die die Projekte koordinieren und die Interessen der Stiftung vertreten. Ihnen berichten die lokalen project manager aus den einzelnen Projektstandorten.
In der Schweiz wurde 2010 durch Michael Hoppe und zwei weitere Gründer eine gleichnamige Stiftung gegründet, die die deutsche Stiftung steps for children unterstützt. Vorstandsmitglieder sind Ute Pichorner, Guy Loretan, Michael Hoppe und Christoph Möller.
In Deutschland wurde 2006 der Förderverein steps for children durch Michael Hoppe gegründet.

## Ziele
Ziel der Stiftung ist es, benachteiligten Kindern und Jugendlichen in den armen Ländern des Südens eine warme Mahlzeit, liebevolle Zuwendung und vielfältige Bildungsangebote zu bieten. Damit werden die Kinder befähigt den Kreislauf aus Arbeitslosigkeit, Armut, Kriminalität, Teenagerschwangerschaften und Aids aus eigener Kraft zu durchbrechen. Zusätzlich bildet die Stiftung junge Erwachsene ohne Perspektiven aus und schafft Arbeitsplätze und Einkommen. steps for children will damit auch langfristige Bleibe-Perspektiven schaffen, die Migrationsströmen entgegenwirken. Weiteres wichtiges Ziel ist es, durch die Einkommen erzielenden steps unabhängig von Spenden zu werden.

## Projekte
Seit 2006 ist die Stiftung steps for children mit eigenen Projekten und mit teilweise rechtlich selbständigen Kooperationspartnern in Namibia aktiv. Seit 2017 ist steps for children außerdem gemeinsam mit dem Partner PLAN International in Simbabwe aktiv.

### Soziale steps
steps fördert besonders Krippen, Kindergärten und Vorschulen. Nach Abschluss der Vorschule werden besonders engagierte und begabte Vorschulkinder, in das Schutzengel-Programm aufgenommen. Diese Kinder fördert steps for children langfristig, individuell und umfassend. Sie schaffen teilweise als Erste in ihren Familien den High-School-Abschluss und sollen als Vorbilder eine positive Wirkung auf ihr Umfeld ausüben. Die Kinder und Jugendlichen werden aktiv dabei unterstützt, selbstverantwortlich ihr Leben zu gestalten und ihre Zukunftsperspektiven zu verwirklichen. Ergänzt wird dieses Bildungsprogramm von Suppenküchen.
In den steps homes werden Waisenkinder in einer bestehenden Kleinfamilie innerhalb der Armutsviertel aufgenommen. steps for children unterstützt in den steps homes sämtliche Familienmitglieder mit Nahrung, Hygieneartikel und Geld für Feuerholz und Wasser und nimmt die Kinder in das steps Programm der Vorschule und Nachmittagsunterricht mit auf.
Durch die Einbeziehung einer möglichst großen Anzahl von Jugendlichen und Erwachsenen aus der Gemeinde als Erzieher, Betreuer, Hilfs- und Fachkräfte wirkt steps über die Einrichtungen hinaus und bietet 50 Personen eine bezahlte Arbeit. Jeder Mitarbeiter versorgt circa zehn weitere Personen.
Derzeit existieren folgende soziale steps:
- Krippen: 1 – 3 Jahre (Tagesbetreuung)
- Kindergärten: 3 – 5 Jahre
- Vorschule: 4 – 6 Jahre
- Nachmittagsbetreuung: Nachhilfe, Englisch, Kunst, Computerschule, Spiel & Spaß
- Mahlzeiten: Suppenküchen
- steps homes: Aufnahme von Waisenkindern in die steps homes Pflegefamilien
- Schutzengel-Programm: Unterstützung von engagierten und begabten Kindern, z. B. Schulbedarf und Betreuung

### Einkommen erzielende steps – finanzielle Unabhängigkeit
Mit dem Aufbau von wirtschaftlichen Kleinbetrieben (z. B. Gästehäuser, Nähstube, Tischlerwerkstatt) an verschiedenen Standorten werden finanzielle Beiträge für die sozialen Projekte erwirtschaftet. Derzeit werden folgende Einkommen erzielende steps betrieben:
- Gemüseanbau: Versorgung der eigenen Suppenküchen, Verkauf überschüssiger Erzeugnisse auf lokalen Märkten.
- Olivenanbau: Anbau von Olivenbäumen mit professionellem Partner in Anbau und Verkauf
- Nähwerkstätten: Produktion von Souvenirstücken, Uniformlabels, Taschen, u. a.
- Computerschulen: Bereitstellung von Computer-, Internetnutzung und Computerkursen
- Tischlereiwerkstätten: Produktion von Solaröfen, Tischen, Stühlen, Betten und Spielzeug für die Projekte, sowie zum Verkauf der Waren auf lokalen Märkten
- Gästehäuser & Mietwohnungen: Vermietung an Einheimische, Touristen und Mitarbeiter von Unternehmen und Regierung[11]
- Elternbeiträge: Beiträge von weniger bedürftigen Familien, die ihre Kinder wegen des hohen Ansehens in die steps Bildungs-Einrichtungen geben.

Die generierten Erlöse fließen nach Abzug der Kosten zu 100 % in die sozialen Projekte und sollen, neben den Elternbeiträgen, langfristig für die Finanzierung der Projekte und die Unabhängigkeit von Spenden sorgen.

### Projektstandorte
- Namibia
  - Okakarara
  - Gobabis
  - Otavi
  - Rehoboth
  - Okahandja
  - Katutura, Windhoek
  - Ongombombonde
- Simbabwe
  - Mutare
  - Mutasa

## Projektpartner
- Hilfe mit Plan

- Light for the Children Namibia
- Okahandja Samaritans Network
- Heart for the Children
- Otto Gamseb
- Love your Neighbour
- Boomerang Kindergarten[12]

## Erfolge
1. Aus einem ersten Standort in Namibia sind 9 Standorte in zwei Ländern geworden.
2. Die ersten Kinder aus der steps-Vorschule von 2007 werden demnächst die High-School absolvieren
3. Die Zahl der betreuten Kinder ist von 30 auf über 2000 angestiegen.
4. Wachsende Anzahl an regelmäßigen Unterstützern.
5. Steigende Kostendeckung der sozialen Projekte durch Überschüsse aus den Einkommen erzielenden Projekten.[13]
6. Kooperation und Unterstützung durch Kinderhilfswerk PLAN INTERNATIONAL.

## Auszeichnungen
- 2008: Bundespreisträger im Wettbewerb „startsocial“ (Bundesweiter sozialer Business-Wettbewerb zur Förderung des zivilgesellschaftlichen Engagements)[14]
- 2011: „Ausgezeichneter Ort im Land der Ideen“ in Deutschlands Innovationswettbewerb
- 2012: Goldene Friedenstaube (Bronzeplastik des Konzept-Künstlers Richard Hilinger) für das Engagement zur Einhaltung der UN-Menschenrechtscharta (steps engagiert sich in besonderer Weise für die Verwirklichung des Rechts auf Bildung)
- 2016: Michael Hoppe erhält für sein Engagement das Bundesverdienstkreuz am Bande[15]